# خانه پرویز عموئی
خانه پرویز عموئی مربوط به دوره قاجار است و در شیراز، خیابان لطفعلی خان زند، کوچه آثار عجم، پلاک ۱ واقع شده و این اثر در تاریخ ۸ مرداد ۱۳۸۱ با شمارهٔ ثبت ۶۰۶۳ به‌عنوان یکی از آثار ملی ایران به ثبت رسیده است.